# Sielsowiet Żdanowicze
Sielsowiet Żdanowicze (biał. Ждановіцкі сельсавет, ros. Ждановичский сельсовет) – sielsowiet na Białorusi, w obwodzie mińskim, w rejonie mińskim. Od wschodu graniczy z Mińskiem.

## Miejscowości
- agromiasteczka
  - Ratomka
  - Żdanowicze
- wsie
  - Anolesie
  - Dziechciarewka
  - Jarkowo
  - Kaczyn
  - Kamienna Górka
  - Kryżówka
  - Lachowszczyzna
  - Padhorje
  - Tarasowo
  - Wołowszczyzna
  - Zarzecze 1
  - Zialionaja

## Dawne miejscowości
Miejscowości wchodzące dawniej w skład sielsowietu Żdanowicze, które 8 kwietnia 2004 stały się częścią Mińska:
- Kuncewszczyna
- Masiukowszczyzna
- Ržaviec
- Zara Revaliucyi[1].